# 田畊
田畊（1441年—？），字濟民，河南開封府儀封縣人，軍籍，明朝政治人物。進士出身。

## 生平
舊姓張，後來田姓，早年出身國子生，舉河南鄉試第六名。成化十一年（1475年）乙未科會試第一百三十六名，殿試登進士第三甲第二十八名。

## 家族
曾祖父張本。祖父張翥，曾任縣主簿。父亲進士張鑑，曾任龍門衛指揮。